# Jikeidan
Jikeidan (jap. 家鄉自衛團, pol. obrona terytorialna) – malajskie kolaboracyjne milicje podczas II wojny światowej.
Na obszarze okupowanych Malajów Japończycy zorganizowali we wszystkich wsiach i mniejszych miastach ochotnicze oddziały jikeidan, czyli samoobrony. Składały się one z lokalnych mężczyzn w wieku 16 – 40 lat i były nieuzbrojone w broń strzelecką. Członkowie jikeidan przechodzili podstawowe przeszkolenie wojskowe, które prowadzili japońscy oficerowie, a tłumaczami byli malajscy policjanci. Do zadań oddziałów samoobrony należało patrolowanie wiosek i miast oraz informowanie japońskich władz okupacyjnych o pojawianiu się wszystkich obcych i podejrzanych osób.